# Jakob Heine
Jakob Heine (ur. 16 kwietnia 1800 w Lauterbach, zm. 2 listopada 1879 w Cannstatt) – niemiecki lekarz, znany ze swych badań nad chorobą polio. Na cześć jego i Karla Medina choroba ta zwana jest także chorobą Heinego-Medina.
Przed poświęceniem się medycynie Heine studiował języki klasyczne i teologię. Pod wpływem wuja – Johanna Georga Heinego, właściciela szpitala ortopedycznego w Würzburgu, Jakob poświęcił się medycynie. Po doktoracie, który otrzymał w roku 1827, Heine otworzył ambulatorium ortopedyczne w Cannstatt (koło Stuttgartu) i był jego dyrektorem do roku 1865, lecząc pacjentów z całej Europy.
Heine poświęcił się przede wszystkim badaniu skoliozy, stopy końsko-szpotawej i porażenia kończyn. W leczeniu posługiwał się także kąpielami i gimnastyką.
Z jego związku małżeńskiego z Henriette Ludovike Camerer (1807–1884), którą poślubił w roku 1831, urodził się Carl Wilhelm Heine (1838–1877) – znany chirurg XIX wieku.
Brązowe popiersie Jakoba znajduje się w Warm Springs (Georgia) w Polio Hall of Fame pośród osób najbardziej związanych z chorobą Heinego-Medina, wśród których znajduje się także prezydent USA Franklin Delano Roosevelt.